# Николај Апаликов
Николај Сергејевич Апаликов (рус. Никола́й Серге́евич Апа́ликов;  Орск, 26. август 1982) бивши је руски одбојкаш.

## Каријера
Рођен је 26. августа 1982. године у граду Орск. Играо је на позицији средњег блокера. У каријери је наступао само за руске клубове Локомотиву Изумруд, Зенит Казањ, Гаспром-Југра, Кузбас и Локомотиву Новосибирск.
Са репрезентацијом Русије освојио је злато на Олимпијским играма у Лондону 2012. године, после победе у финалу над Бразилом. Са сениорском репрезентацијом је освојио још злато на Европском првенству 2013. године у Копенхагену и сребрну медаљу на Европском првенству 2005. године одржаном у Србији и Италији.

## Успеси
Русија
- медаље
- злато: Олимпијске игре Лондон 2012.